# Aiglon (Motorradmarke)
Aiglon ist eine ehemalige französische Motorradmarke. Nach einer Quelle wurden anfänglich auch Fahrräder und sogar Automobile hergestellt.
Ein Bezug zur Automobilmarke Aiglon (nur 1905) der Alliance Automobiles des Unternehmers B. Baud in Paris ist nicht nachgewiesen.

## Unternehmensgeschichte
Das Unternehmen wurde 1900 von M. Debarelle in Argenteuil (Département Val-d’Oise) gegründet und wohl schon 1902 in Ateliers Aiglon umbenannt. Zunächst scheinen auch Fahrräder entstanden zu sein. Anfang der 1920er-Jahre zog das Unternehmen in einen Neubau nach Courbevoie (Département Hauts-de-Seine) um und wurde 1922 von der S.A. France Moto Cycles (FMC) in Mandeure (Département Doubs) übernommen, die ihrerseits eine Tochtergesellschaft von Peugeot war.
Die ersten Modelle erhielten Motorblöcke des Ingenieurs Amstoutz und kurz darauf Einbaumotoren von Minerva. Später folgten Motoren von Mirus, Zuercher, AMC sowie FMC und Peugeot.

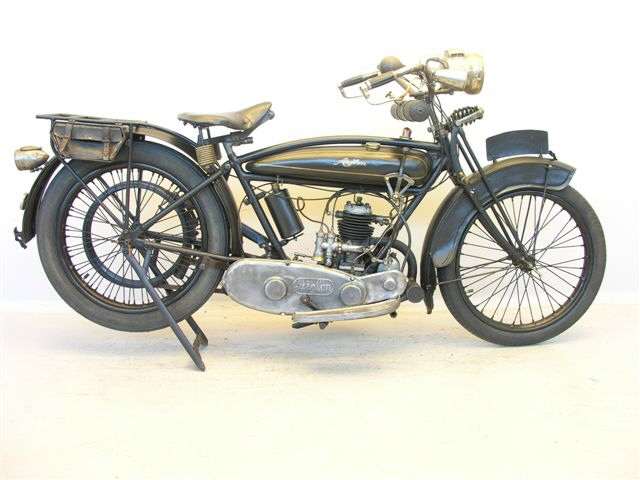
Aiglon 2 CV (ca. 250 cm³-Zweitaktmotor) von 1920

In den 1920er-Jahren entstanden Motorräder mit Zweitaktmotoren von 98 bis 250 cm³ und obengesteuerte Einzylinder-Viertaktmotoren bis 350 cm³.
Auch nach der Übernahme durch FMC blieb der gut eingeführte Markenname erhalten, jedoch entsprachen die folgenden Aiglon-Modelle mit Ausnahme der Embleme Parallelmodellen des Peugeot-Markenverbunds. Nach 1936 bestand das Programm aus Zwei- und Viertaktern mit 100, 175 und 250 cm³ Hubraum sowie 350er- und 500er-Viertaktern. Letztere waren wahlweise mit ohv- oder sv-Ventilsteuerung erhältlich.
Ab 1938 ruhte die Herstellung bei Aiglon, doch bereits 1945 wurde ein obengesteuertes Motorrad mit 500 cm³ vorgestellt. 1948 folgten wiederum Zweiräder mit 100, 125 und 150 cm³, wahlweise wie früher mit ohv- oder sv-Motoren und mit Drei- oder Vierganggetriebe.
Die letzten Aiglon-Motorräder erhielten AMC-Einzylinder-Viertaktmotoren mit 125 und 175 cm³ Hubraum oder den hauseigenen 250 cm³-FMC-Zweizylinder-Zweitakter.
Die Marke wurde je nach Quelle 1953 oder 1954 eingestellt.
Aiglon bedeutet „junger Adler“.

## Weitere Peugeot-Motorradmarken
Die Société Anonyme France Motorcycles produzierte zeitweilig die folgenden Motorräder:
- Peugeot
- FMC
- Aiglon
- Automoto
- Griffon